# Accusatio suspecti tutoris
Accusatio suspecti tutoris – w prawie rzymskim skarga skierowana przeciwko opiekunowi dziecka lub niedojrzałego, z powodu złego sprawowania opieki i nadużywania zaufania.
Celem skargi było odsunięcie nieuczciwego opiekuna od sprawowania opieki. Powództwo to było skargą powszechną (actio popularis), tj. mogło być wniesione przez każdego obywatela, już u czasie trwania opieki. Wyrok zasądzający z takiego powództwa powodował infamię opiekuna (actio famosa). Skargę tę przewidywała już ustawa XII tablic.